# Giovanni Lievore
Giovanni Lievore (* 20. März 1932 in Carrè; † 28. April 2025) war ein italienischer Speerwerfer.

## Sportliche Laufbahn
Bei den Olympischen Spielen 1956 in Melbourne wurde er Sechster und bei den Leichtathletik-Europameisterschaften 1958 in Stockholm Achter.
1956 und 1958 wurde er Italienischer Meister. Seine persönliche Bestleistung von 80,72 m stellte er am 12. Oktober 1958 in Rom auf.
Sein Bruder Carlo Lievore war ebenfalls als Speerwerfer erfolgreich. Am  28. April 2025 starb Giovanni Lievore im Alter von 93 Jahren.